# Calamaria bitorques
Calamaria bitorques — вид змій родини полозових (Colubridae). Ендемік Філіппін.

## Поширення і екологія
Calamaria bitorques мешкають на островах Лусон (в горах Центральна Кордильєра і Сьєрра-Мадре та на півострові Карамоан), Полілло і Панай. Вони живуть у вологих рівнинних і гірських тропічних лісах, серед опалого листя, на висоті від 200 до 1143 м над рівнем моря. Живляться черв'яками.